# 保时捷911 GT3

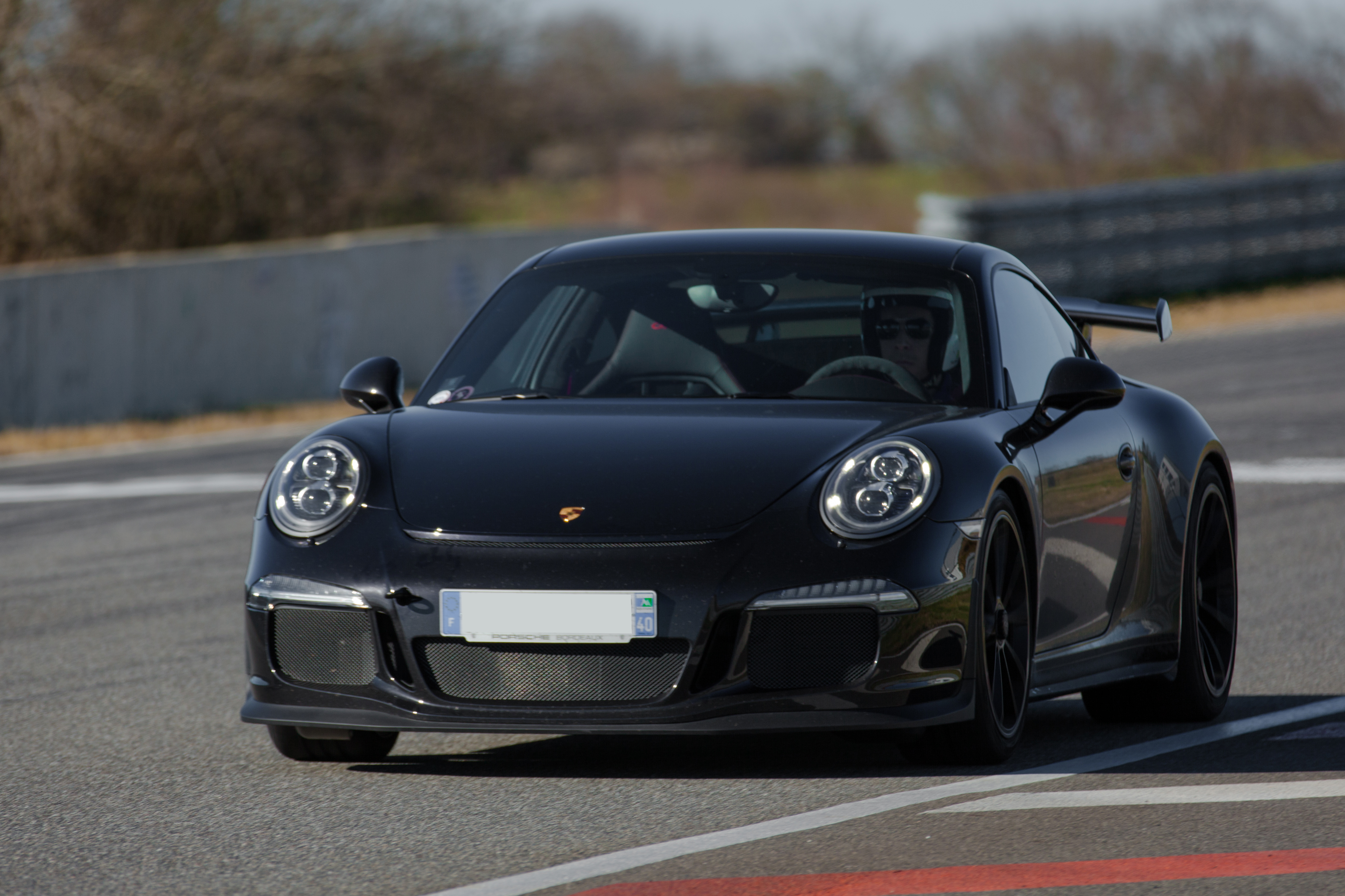
一款黑色的保时捷911 GT3

保时捷911 GT3是保时捷911系列的一款高性能超级跑车，其采用了PDK双离合变速器和电动辅助转向系统。该型号的一系列分支于1999年之后陆续推出。最新版本为保时捷991（2015年法兰克福车展揭晓），在市場上主要競爭對手為Nissan GT-R。